# 翁贡乌拉苏木
翁贡乌拉苏木，是中华人民共和国内蒙古自治区锡林郭勒盟镶黄旗下辖的一个乡镇级行政单位。

## 行政区划
翁贡乌拉苏木下辖以下地区：
达布森高勒嘎查、乌兰淖尔嘎查、崩洪高勒嘎查、乃仁陶勒盖嘎查、德斯格图嘎查、新苏莫嘎查、阿拉坦毛都嘎查、翁贡淖尔嘎查、宝日胡吉尔嘎查、浩伊尔呼都嘎嘎查、阿日舒特嘎查、查干淖尔嘎查、查干额尔格嘎查、塔林呼都嘎嘎查、阿日宝拉格嘎查、巴彦查干淖尔嘎查、布日都淖尔嘎查和伊和乌拉嘎查。